# 性伙伴
性伙伴，也稱為床伴（或作床友）、砲友（或作炮友；）、休闲关系（casual dating）或“互惠互利的朋友”（friend with benefits），指无戀愛、婚姻或性交易關係，但有合意性關係的朋友，为性伴侶的一个子类。其目的主要為雙方解決性欲，並不一定尋求穩固關係和穩定發展，或想保持性愛自由的生活，而關係多半從一夜情開始。此外，在語境上亦可稱為SP（Sex Partner的簡稱，但專指非情侶關係的性伴侶）。炮友之間的性行爲稱「非正式性行為」（英語：casual sex）。不同的性別和文化對於性伙伴的接受度都各有不同。另外只有在双方都願意的情况下，这种关系才会持续下去。
而炮友關係的建立，會在朋友之間或同儕之間出現，但也有可能會出現在彼此陌生的關係之中，一些人自己有夜生活、酒吧買醉、去脫衣舞俱樂部、聯誼活動、社團課程等活動也會交上炮友，或網路上的交友軟體或社交平台上，以及在直播平台抖內直播主，最後雙方網友“相約時間與地點見面性交”或在虛擬世界里網友性交。
炮友一詞在20世紀後出現。（英：casual sex）。找尋炮友的過程可稱為「约炮」（通常含贬义），與性交易不同之處在於此行為不涉及金錢或其它對價關係，雙方皆僅欲從對方身上得到性與心靈的滿足。
部份宗教團體基於反對婚前性行為和抑制性病傳播的立場，視之為違反道德問題，而哈佛大學2012年一項研究指出：男性與炮友進行性行為時，使用保險套的比率比與傳統伴侶做愛要高，原因可能是非單一性伴侶。

## 關係來向與去向
- 炮友關係可能自朋友、昔日情人、鄰居、前任配偶或陌生人演變。
- 炮友關係有發展成為情侶、配偶的可能[4]。
- 炮友關係亦有不朝向情侶發展，而奠基於朋友關係者。例如「友可炮」。
- 炮友亦有見於探險家之間。如在長駐南極的研究基地中，由於研究者必需離鄉別井與世隔絕，他們或會在基地中找一名同僚當長期性伴侶以解決生理需求，至離開基地時結束這段關係。[19][20]

## 友可炮
「友可炮」（簡寫為FWB）為指一種以友誼為關係核心及首要前提，亦可發生性關係的朋友。
首次有人使用「友可炮」，是在臺灣一個親密關係討論社群的場景，於2019年11月20日出現在拆框工作坊。在一個嘗試定義與命名各種關係的討論會中，由拆框工作坊成員兔兔提出，希望作為FWB解釋的選擇。
與其他詞彙的比較：當時的中文環境中，大多以「炮友」或「床伴」來稱呼 FWB 關係，或是使用《道德浪女》書中的翻譯「福利朋友」。但「炮友」或「床伴」在語感上傾向性行為的比重較多，且「福利」在臺灣的中文語境中有利益交換的意味，使部分實踐者感到不甚適用。由於「炮友」、「床伴」、「福利朋友」皆無法強調友誼為核心的關係型態，此種已經存在的關係型態，卻還未存在合用的稱呼，於是提出「友可炮」作為新的可能命名。

## 外部鏈接
- wikiHow - 如何开始一段炮友关系
- wikiHow - 如何用短信约会男性炮友